# Golubinjak Veliki
Koordinati:   42°45′57″N, 16°59′46″E
Golubinjak Veliki je majhen nenaseljen otoček v Jadranskem morju. Pripada Hrvaški.
Otoček leži v skupni otčkov z imenom Lastovnjaci okoli 5 km vzhodno od otoka Lastovo. Njegova površina meri 0,023 km². Dolžina obalnega pasu je 0,78 km.
Najvišja točka na otočku je visoka 14 mnm.